# Pumper Nic
Pumper Nic (rinominata poi Pumper) è stata una catena di fast food in Argentina che è esistita tra il 1974 e il 1999. Il suo nome deriva dal Pumpernickel, un tipo di pane tedesco.

## Storia
Pumper Nic venne creato nel 1974 da Alfredo Lowenstein e nel 1975, divenne immediatamente il primo franchise dell'Argentina arrivando a circa 70 ristoranti ed un guadagno annuale di 60 milioni di dollari. Tuttavia, la rapida crescita della catena ha reso difficoltosa la gestione degli affiliati che veniva effettuata nella sede centrale a Buenos Aires. Questa combinazione tra cattiva gestione e mancanza di standardizzazione ha fatto sì che la qualità variasse tra i vari ristoranti.
Il logo di Pumper Nic era basato su quello di Burger King, prima che iniziassero a lavorare anche in Argentina. Quando McDonald's e Burger King hanno aperto i primi ristoranti in Argentina tra il 1986 ed il 1989, Pumper Nic dovette cambiare logo dopo che Burger King decise di fare causa alla medesima catena.
Nel 1990, Lowenstein decise di affidare la catena ai suoi figli, Diego e Paula, che non avevano interesse nel gestirla. La famiglia vendette poi la catena nel 1995 e ricominciarono da capo associandosi a Wendy's, che era appena approdata in Argentina. Per di più, il franchise di Pumper Nic cominciò a collassare tutto insieme nell'anno successivo, ovvero nel 1995. Pumper Nic venne poi venduta a due agenti di nome Goldstein e Rosenbaum che non furono in grado di rilanciare la catena. Incapace di competere con le altre catene di fast food, Pumper Nic dichiarò bancarotta all'inizio del 1999. Tuttavia esiste ancora un locale di Pumper Nic ancora operativo e si trova al centro commerciale Moreno di Buenos Aires.

## Slogan
Il loro slogan più famoso era: "Pumper Nic, la nueva forma de comer" che significa "Pumper Nic, il nuovo modo di cenare".

## Altre comparse
La mascotte di Pumper Nic, Nic the Hippo, è entrata a far parte del film Logorama (2009).

## Loghi

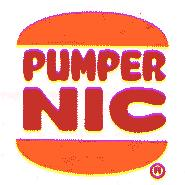
Logo usato dal 1974 al 1989
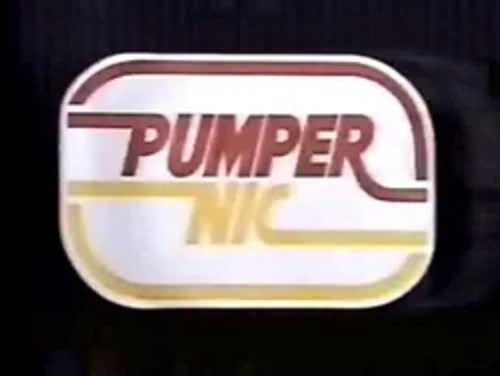
Logo usato dal 1989 alla sua chiusura